# Karl Richter (botánico)
Karl (Carl) Richter ( 1855 - 1891 ) fue un botánico austríaco-alemán.
Fue autor del primer volumen de Plantae europaeae, y el segundo volumen (en tres fascículos) los continuó Gürke (1854-1911).
- La abreviatura «K.Richt.» se emplea para indicar a Karl Richter como autoridad en la descripción y clasificación científica de los vegetales.[2]